# Mancomunidad Intermunicipal del Alto Palancia
La Mancomunidad Intermunicipal del Alto Palancia regroupe 13 communes espagnoles appartenant à la Province de Castellón.

## Communes
- Altura
- Azuébar
- Castellnovo
- Caudiel
- Chóvar
- Geldo
- Jérica
- Pina de Montalgrao
- Soneja
- Sot de Ferrer
- Teresa
- El Toro
- Viver

## Compétences
Ses compétences concernent :
- Défense du milieu ambient et équilibre écologique.
- Services d'assistence et équipement.
- Services éducatifs, culturels, sportifs et de loisir.
- Services sanitaires.
- Asesoramiento jurídico, técnico y administrativo.
- Services sociaux et promotion de l'emploi.
- Promotion du tourisme.
- Soutien du développement commercial, industriel, agricole et de l'élevage.
- Voies de communication et transports publics.
- Moyens sociaux de l'information.